# Katallaktiek
Katallaktiek of Katallaxie (Oudgrieks καταλλαξία - katallaxia, betekent "uitwisseling", maar ook impliciet "van een vijand een vriend maken") is de praxeologische studie van de werking van marktinteracties. De leer van de katallaktiek analyseert (wisselwerkingen in) uitwisselingsrelaties in markten, het onderhandelen dat het uitwisselingsproces kenmerkt, de effecten van mogelijke en reële marktinteracties en de instituties waarbinnen deze plaatsvinden. 
Sinds het begin van de 20e eeuw wordt het begrip katallaktiek in de economie gebruikt als aanduiding voor vrije marktinteracties als de drijvende kracht achter de oplossing van complexe economische problemen. Het belang van de katallaktiek wordt benadrukt door de herhaalde uitreiking van Nobelprijzen voor katallaktisch onderzoek door bekende economen, zoals onder andere Daniel Kahneman, Vernon L. Smith, George A. Akerlof, Michael Spence en Joseph E. Stiglitz, alsook Friedrich von Hayek.

## Ontstaan en ontwikkeling
De term katallaktiek werd in 1831 door de Britse econoom Richard Whately voor het eerst als economische term voorgesteld.
Friedrich Hayek gebruikte de term katallaxie om de orde te beschrijven, die in een markt tot stand wordt gebracht door de onderlinge aanpassing van vele individuele economieën". Hij was ontevreden over het gebruik van het woord "economie", omdat de Griekse wortel van dit woord "management van het huishouden" is. Dit impliceert dat economische agenten in een markteconomie gemeenschappelijke doelen zouden hebben. Hayek leidde het woord "katallaxie" af van het Griekse werkwoord, katallasso (καταλλάσσω), dat niet alleen "uitwisselen", maar ook "in de gemeenschap toelaten" en "van vijand in vriend veranderen" betekent.

## Voetnoten
1. ↑   F. von Hayek, Grundsätze einer liberalen Gesellschaftsordnung (1966)
2. ↑  Ludwig von Mises: Nationalökonomie, 1940
3. ↑  Hayek, F.A. Law, Legislation, and Liberty, deel 2, blz. 108-9.
4. ↑  Hayek, F.A. Law, Legislation, and Liberty, deel 2. 1976. blz. 108-109. Zie ook blz. 185n4.